# اچ‌ام‌اس پگاسوس (۱۷۷۶)
اچ‌ام‌اس پگاسوس (۱۷۷۶) (به انگلیسی: HMS Pegasus (1776)) یک کشتی بود که طول آن ۹۶ فوت ۷ اینچ (۲۹٫۴ متر) بود. این کشتی در سال ۱۷۷۶ ساخته شد.